# Silva Kaputikian
Silva Kaputikian, in armeno Սիլվա Կապուտիկյան (Erevan, 20 gennaio 1919 – Erevan, 25 agosto 2006), è stata una scrittrice e poetessa armena.

## Biografia
Sirvard "Silva" Kaputikian fu una poetessa, scrittrice armena, ma anche accademico e attivista politico. È stata riconosciuta come la poetessa principale d'Armenia.
Nata da genitori originari di Van, nella cosiddetta Asia Minore, nell'attuale Turchia orientale, crebbe cresciuta a Erevan, la capitale armena, dove trascorse tutta la sua vita.
A 13 anni scrisse la sua prima poesia che fu pubblicata sul quotidiano «Պիոներ կանչ». Suo padre, Parunag Kapoutikian, fu un lavoratore nel settore dell'editoria nazionale e fu assassinato nel 1920. Dopo essersi laureata presso la Facoltà di Filologia della Università Statale di Yerevan, si specializzò frequentando i corsi superiori dell'Istituto di Letteratura Mondiale Gorky.
Fece il suo debutto letterario nel 1930 e ha pubblicato la sua prima raccolta di poesie nel 1945, che includeva "Khosk im vordun" (Un messaggio a mio figlio), riconosciuta come una delle poesie più famose della Kaputikian.
I due temi principali delle sue opere erano l'identità nazionale e la poesia lirica. La Kaputikian, i cui genitori erano rifugiati da Van, ricorda il loro calvario durante il Genocidio Armeno in "Hin karote" (La mia nostalgia) del 1992.
I suoi lavori sono stati tradotti da Bulat Okudžava, Evgenij Evtušenko, Bella Achmadulina, Desanka Maksimović e altri. Ha ricevuto vari premi internazionali tra cui "Renowned Master of Arts" Armenian SSR (1970) e "Renowned Worker of Arts" della Repubblica Sovietica della Georgia (1980), Il Premio Nazionale dell'Unione Sovietica nel (1982) e Armenian SSR (1988), del premio italiano "Nosside", inoltre è stata insignita dell'ordine di San Mesrop Mashtots (Armenia) e del "Knjaginia Olga" (Ucraina). Kaputikian fu componente della l'Accademia Nazionale Armena delle Scienze e membro dell'Associazione Internazionale PEN.
Politicamente si impegnò fortemente a favore dell'autodeterminazione del Karabakh. Nel febbraio 1988, durante un ricevimento al Cremlino, Michail Gorbačëv dichiarò che lui e sua moglie, Raissa, apprezzavano molto la poesia di Kaputikian..
Sposò il famoso poeta armeno Hovhannes Shiraz da cui ebbe un figlio, il noto scultore, Aram Shiraz.
La Kaputikian apparve, interpretando se stessa, in un documentario del 1992 su Sergei Paradžanov intitolato Parajanov: The Last Spring di Michail Vartanov (1992). Il 14 aprile 2004, scrisse una lettera aperta dal titolo Kocharyan se ne deve andare, dove protestò contro i metodi duri del presidente armeno Robert Kocharyan utilizzati verso i manifestanti il 12 aprile/13 aprile 2004. In quell'occasione restituì l'onorificenza intitolata a San Mesrop Mashtots che le era stata assegnata dallo stesso presidente nel 1999.
Morì a Erevan colpita da un ictus, all'età di 87 anni nell'agosto 2006.

## Opere
- Con i giorni (1945)
- La mia intimità (1953)
- Candide conversazioni (1955)
- Bon voyage (1957)
- Riflessioni a metà a della strada (1961)
- Sette stazioni (1966)
- Le mie pagine (1968)
- Verso la profondità dei monti (1972)
- Lilith (1981)
- È giunto l'inverno (1983)